# Johan Peter Aagaard
Pour les articles homonymes, voir Aagaard.
Johan Peter Aagaard, né le 3 mai 1818 à Odense et mort le 22 mai 1879 à Copenhague, est un graveur sur bois danois.

## Biographie
Johan Peter Aagaard naît le 3 mai 1818 à Odense,. Il est le frère aîné du paysagiste Carl Frederic Aagaard. Il exerce d'abord le métier de savetier que professe son père. C'est à Copenhague qu'il apprend la gravure sur bois,. Il est élève d'Andreas Flinch.
Il expose pour la première fois à l'exposition annuelle de l'Académie royale des beaux-arts du Danemark à Copenhague en 1842, à laquelle il présente plusieurs estampes,. En 1849, il s'associe avec Axel Kittendorff (en) pour fonder un atelier de gravure sur bois et un magasin d'objets d'art. Les deux associés contribuent grandement, par leurs nombreux travaux, à répandre la xylographie au Danemark. A. Kittendorff meurt en 1869, il demeure seul à la tête de l'industrie et, dans les dernières années, s'occupe surtout du commerce des objets artistiques.
Johan Peter Aagaard meurt le 22 mai 1879 à Copenhague.